# Kodeks minuskułowy (Nowy Testament)

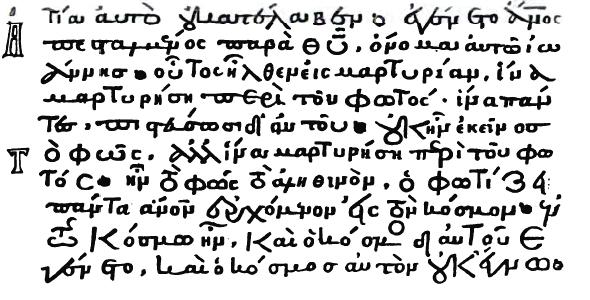
Przykład pisma minuskułowego z Kodeksu Ebnerianus (ok. 1100 roku). Tekst J 1, 5b-10

Kodeks minuskułowy, Minuskuł – rękopisy greckiego Nowego Testamentu pisane małymi literami, czyli minuskułą, na pergaminie lub papierze. Pochodzą z IX-XVII wieków (najstarszy z 835 roku), znamy ich dziś 2907. Od XIII wieku materiałem piśmienniczym staje się papier. Ponad 1300 minuskułów pisanych jest na papierze.

## Opis
Najstarsze rękopisy pisane są majuskułą (łac. maior – większy) lub uncjałą (łac. uncia – cal, pierwotna wielkość liter), tj. wielkimi literami mającymi kształt kwadratowy, lub okrągły. Z czasem litery coraz bardziej zaokrąglano. 
Po roku 800 pojawia się minuskuła, pismo małoliterowe, będące formą kursywy. W wiekach IX-X majuskuła utrzymywała się jeszcze równolegle z minuskułą, jednak ta późna majuskuła nosi już wiele cech pisma minuskułowego (półuncjała). Zanim została całkowicie wyparta, przez pewien czas pozostawała jeszcze w nagłówkach i tytułach. 
Tekst kodeksów minuskułowych zazwyczaj wyposażony jest w ułatwiający czytanie aparat, jak Sekcje Ammoniusza, Kanony Euzebiusza, κεφαλαια, τιτλοι, Aparat Eutaliusza, noty liturgiczne, etc. Niektóre minuskuły zawierają komentarze (katena), bardzo często zawierają dodatkowy materiał, jak Prolegomena do czterech Ewangelii, Epistula ad Carpianum, Lista cudów Jezusa, Lista ewangelicznych przypowieści (np. kodeks 273, 536), Lista Siedemdziesięciu Apostołów, krótka biografia Apostołów, lub podsumowania podróży świętego Pawła (np. kodeks 102, 223, 468), Genealogia Marii (339), Męczeństwo Pawła (384, 462, 615, 2818), Granice pięciu patriarchatów (kodeks 69, 211, 543), lista męczenników - tzw. μαρτυριαι - biblijnych i pozabiblijnych (np. kodeks 637), krótkie komentarze dodane na marginesach biblijnego tekstu. Umieszczane są one zazwyczaj na początku rękopisu, niektóre z dodatków umieszczane są na końcu rękopisu. Od IX wieku niektóre rękopisy posiadają w kolofonie informacje na temat daty jak i miejsca powstania poszczególnych ksiąg NT. Niektóre rękopisy podają w kolofonie imię skryby i oraz datę sporządzenia rękopisu, najczęściej jednak licząc od daty stworzenia świata (5508 p.n.e.). Był to bizantyjski sposób datowania. Tylko w niewielu kodeksach minuskułowych data jest liczona od narodzenia Chrystusa.
Johann Jakob Wettstein (1693-1754) podzielił rękopisy Nowego Testamentu na trzy grupy: majuskuły, minuskuły, lekcjonarze. W XX wieku utworzono jeszcze czwartą grupę: papirusy, która wymieniana jest na pierwszym miejscu. Wettstein na oznaczenie majuskułów posłużył się dużymi literami alfabetu łacińskiego (A, B, C, D), natomiast na oznaczenie minuskułów użył cyfr arabskich (1, 2, 3, 4). 
Minuskuły, z powodu późnego pochodzenia, z punktu widzenia krytyki tekstu Nowego Testamentu, przedstawiają mniejszą wartość, jednak nie wolno ich lekceważyć ponieważ każdy z nich pochodzi od jakiegoś prototypu tekstu zrewidowanego w IV wieku w Syrii. Nie jest też ważne z jakiego wieku pochodzi rękopis, ważniejszym jest z jak starych rękopisów został przepisany. Nieraz się jednak zdarza, że tekst kodeksu minuskułowego jest bardziej wartościowy niż tekst kodeksu majuskułowego. Jako przykład podawany jest minuskuł 2344, który przedstawia tekst Apokalipsy w znacznie lepszym stanie niż Kodeks Synajski.
Dodatkowy materiał Granice Pięciu Patriarchatów

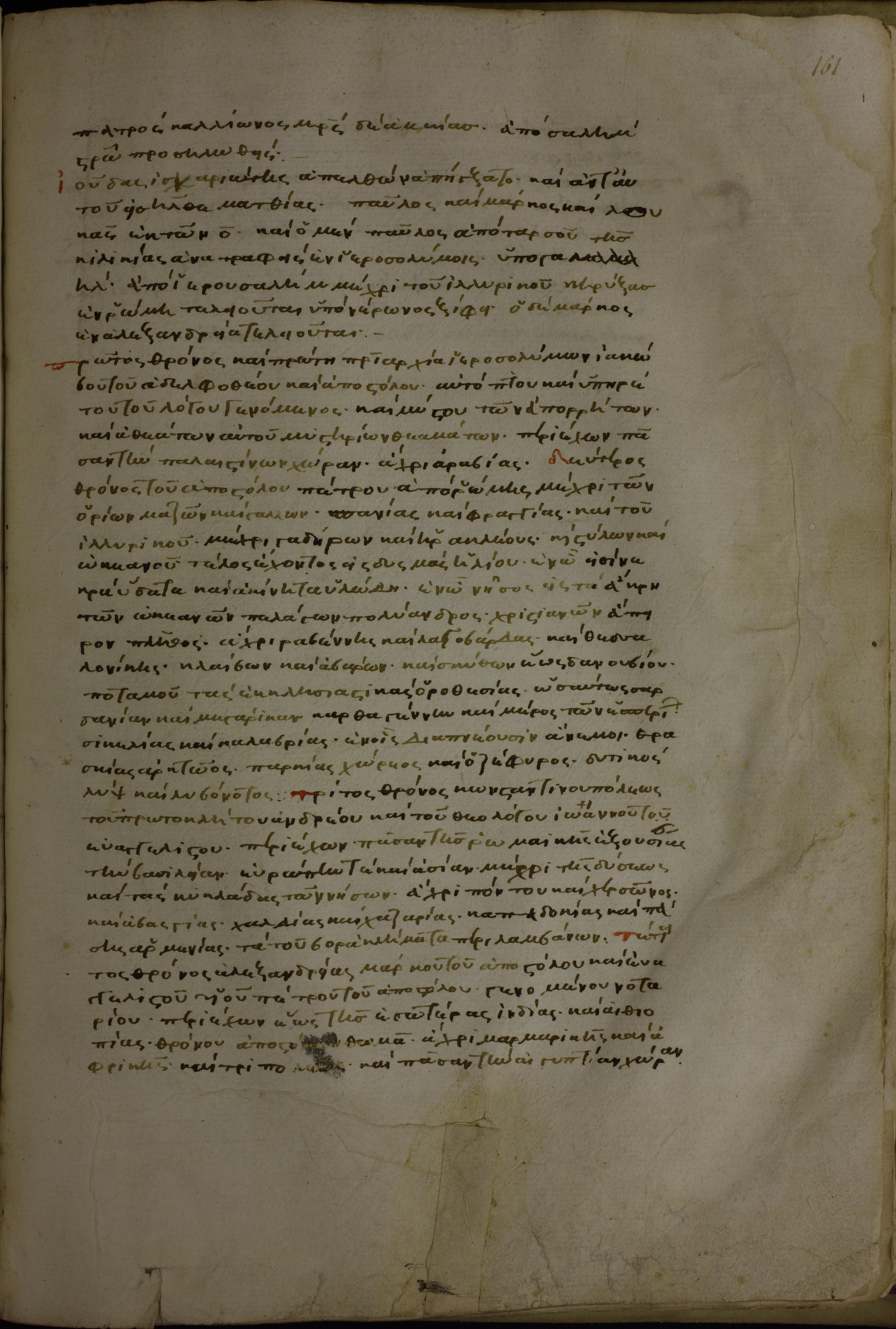
Folio 161 recto minuskułu 69 (GA)
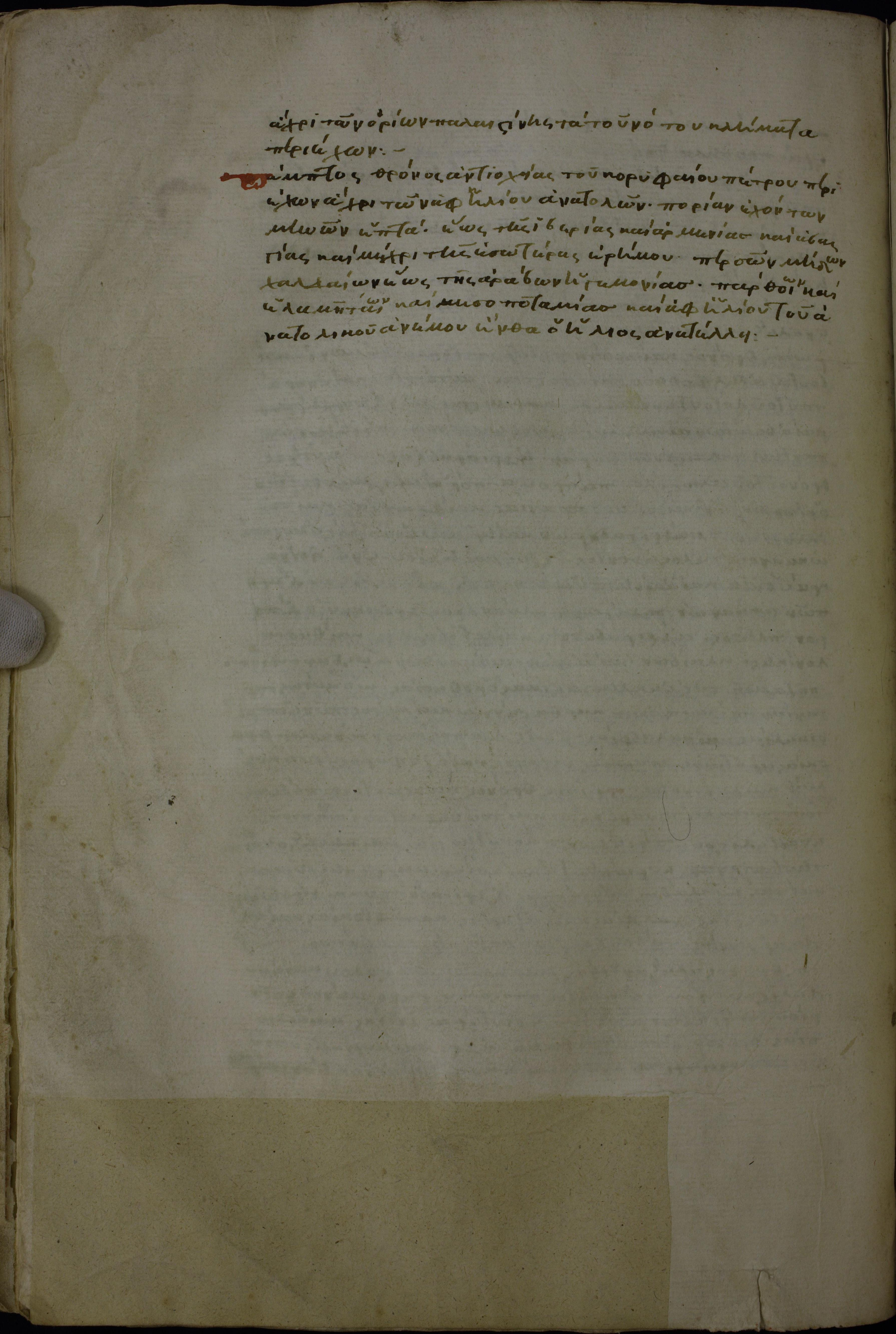
Folio 161 verso minuskułu 69 (GA)

## Klasyfikacja minuskułów
Od czasów J.J. Wettsteina minuskułowe rękopisy oznaczane są arabskimi cyframi, ale liczby w każdej z czterech sekcji Nowego Testamentu rozpoczynały się od 1, symbol „1” mógł więc oznaczać księgi różnych rękopisów (np. 1eap, 1r, 2e, 2ap). Z drugiej zaś strony różne partie tego samego rękopisu nosiły różne sigla (np. 18evv, 113Acts, 132Paul, 51Apoc należą do tego samego rękopisu). Tylko pierwszy rękopis jest w prostej sytuacji, ponieważ nosił numer 1 w Ewangeliach (1e), w Dziejach (1a) i w Listach Pawła(1p). Ten system był skomplikowany. Scrivener, na przykład, wyliczył znane mu minuskułowe kodeksy NT: 
- Ewangelie .... 739
- Dzieje i Listy Powszechne .... 261
- Listy Pawła .... 338
- Apokalipsa .... 122

Co nie oznacza, że łączna liczba minuskułów wynosiła 1460, ponieważ część z nich należała do tych samych rękopisów. 
System Wettsteina został nieco ulepszony i skorygowany przez Scrivenera, Gregory’ego i Alanda. Aland wprowadził zupełnie nową numerację rękopisów (1r otrzymał numer 2814, 2ap otrzymał 2815, 4ap otrzymał, 2816 etc.), i dlatego teraz każdy minuskuł nosi inny numer katalogowy. 
Kodeksy minuskułowe które otrzymały nowe sigla: 
- 1r otrzymał numer 2814,
- 2ap otrzymał 2815,
- 4ap otrzymał 2816
- 7p otrzymał 2817,
- 36a otrzymał 2818,
- 753b otrzymał 2819,
- 753c otrzymał 2820,
- 60r otrzymał 2821,
- 1274bap otrzymał 2822,
- 1352bap otrzymał 2824,
- 1674bap otrzymał 2825,
- 1674cap otrzymał 2826,
- 1674dap otrzymał 2827,
- 1681bap otrzymał 2828,
- 1755bap otrzymał 2829,
- 1755cap otrzymał 2830,
- 2306bap otrzymał 2831,
- 2306cap otrzymał 2832,
- 2306dap otrzymał 2833,
- 2306eap otrzymał 2834,
- ℓ 1891ap otrzymał 2835.

Wettstein znał 112 minuskułowych rękopisów Ewangelii, 58 z tekstem Dziejów, 60 Listów Pawła i 28 Apokalipsy. Liczba minuskułowych rękopisów Ewangelii wzrosła z 260 na 469 za sprawą Scholza (1794–1852). Gregory wprowadził łączną klasyfikację dla wszystkich minuskułów NT, których liczbę zamknął na 2292. Obecnie znamy 2907 kodeksów minuskułowych skatalogowanych przez (INTF) w Münster.

## Niektóre kodeksy minuskułowe
| Symbol minuskułu | Wiek minuskułu | Miejsce przechowywania |
| 1                | XII            | Bazylea                |
| 13               | XIII           | Paryż                  |
| 57               | XII            | Oxford                 |
| 461              | 835            | Petersburg             |
| 543              | X              | Ann Arbor              |
| 614              | XIII           | Milan                  |
| 700              | XII            | Londyn                 |
| 798              | XI             | Muenster               |
| 1907             | XI             | Oxford                 |
| 2346             | X/XI           | prywatna kolekcja      |
| 2464             | IX             | Patmos                 |
| 2346             | ok. 900        | Boston                 |

## Przykłady minuskuły

Wybrane kodeksy
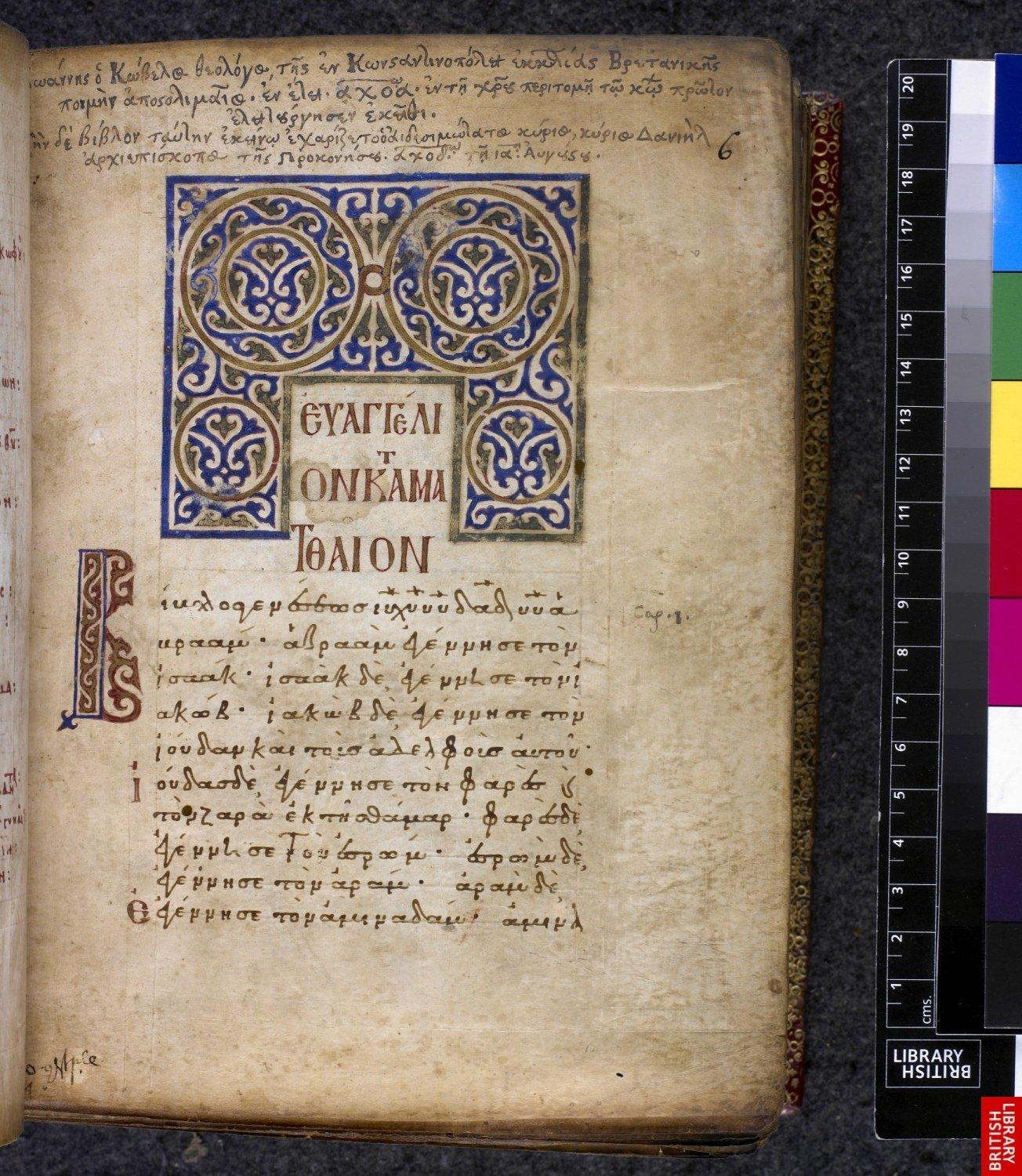
Minuskuł 65
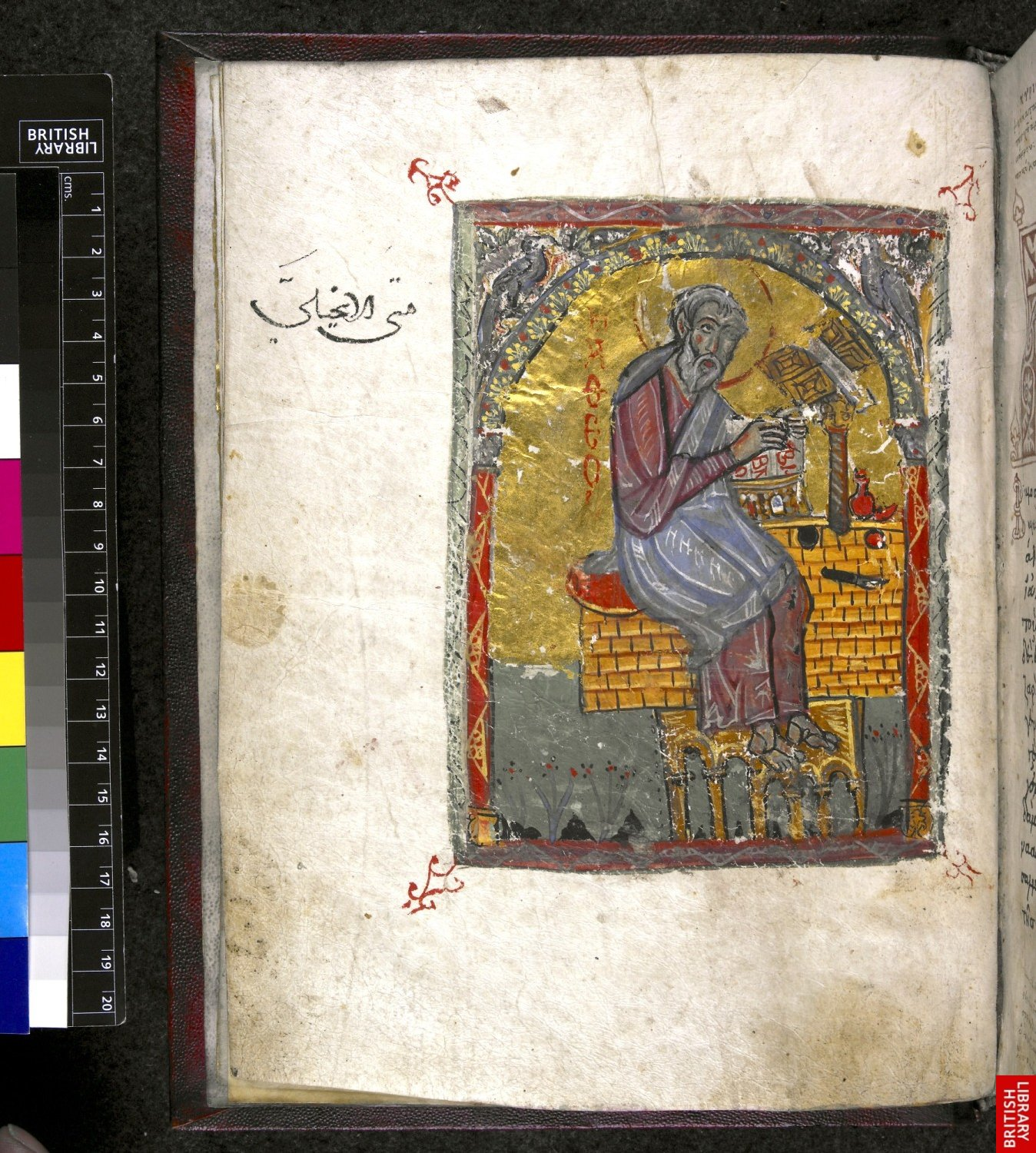
Minuskuł 72
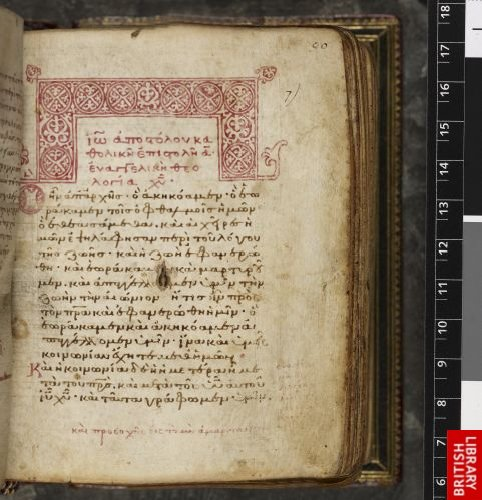
Minuskuł 104
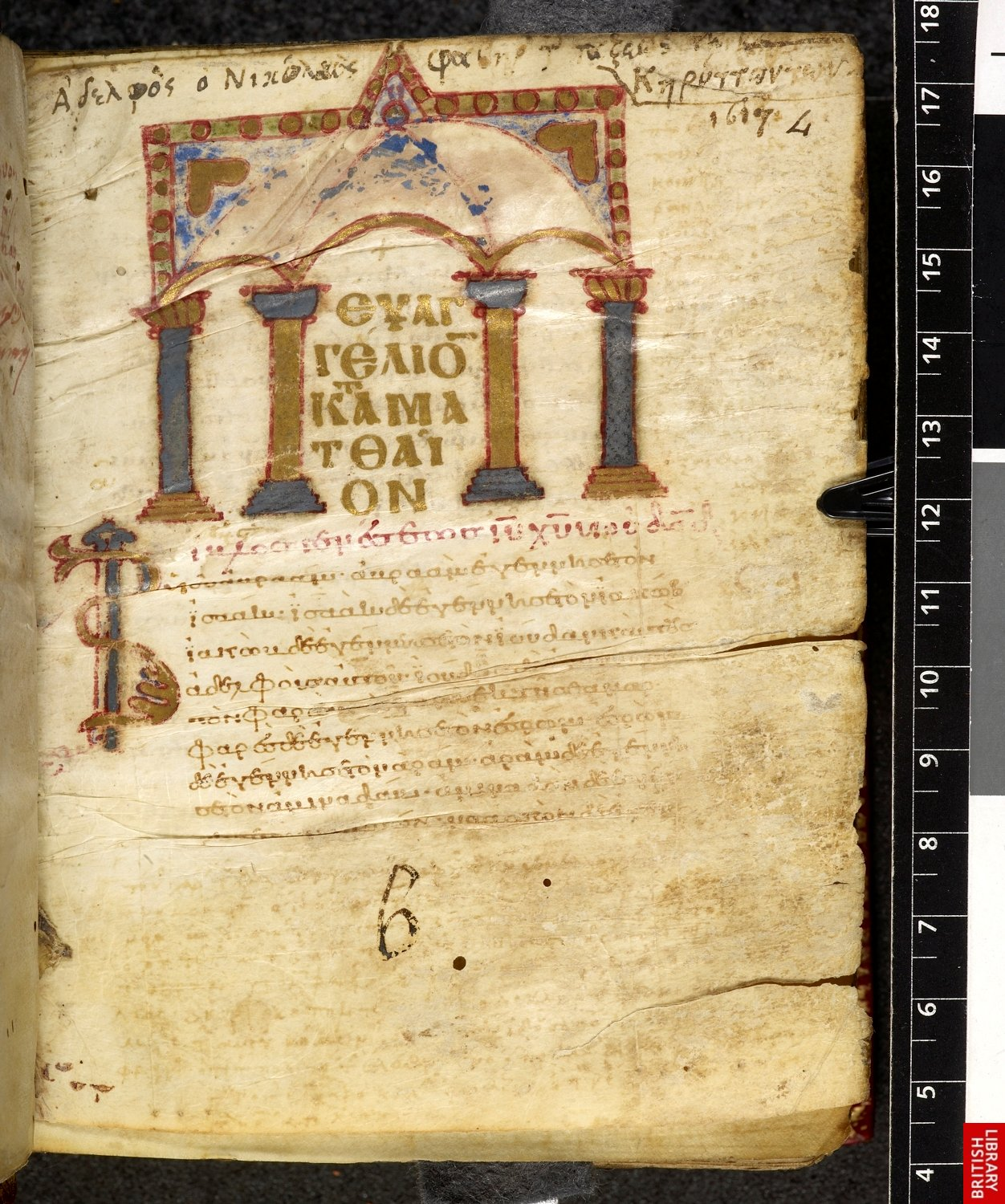
Minuskuł 114
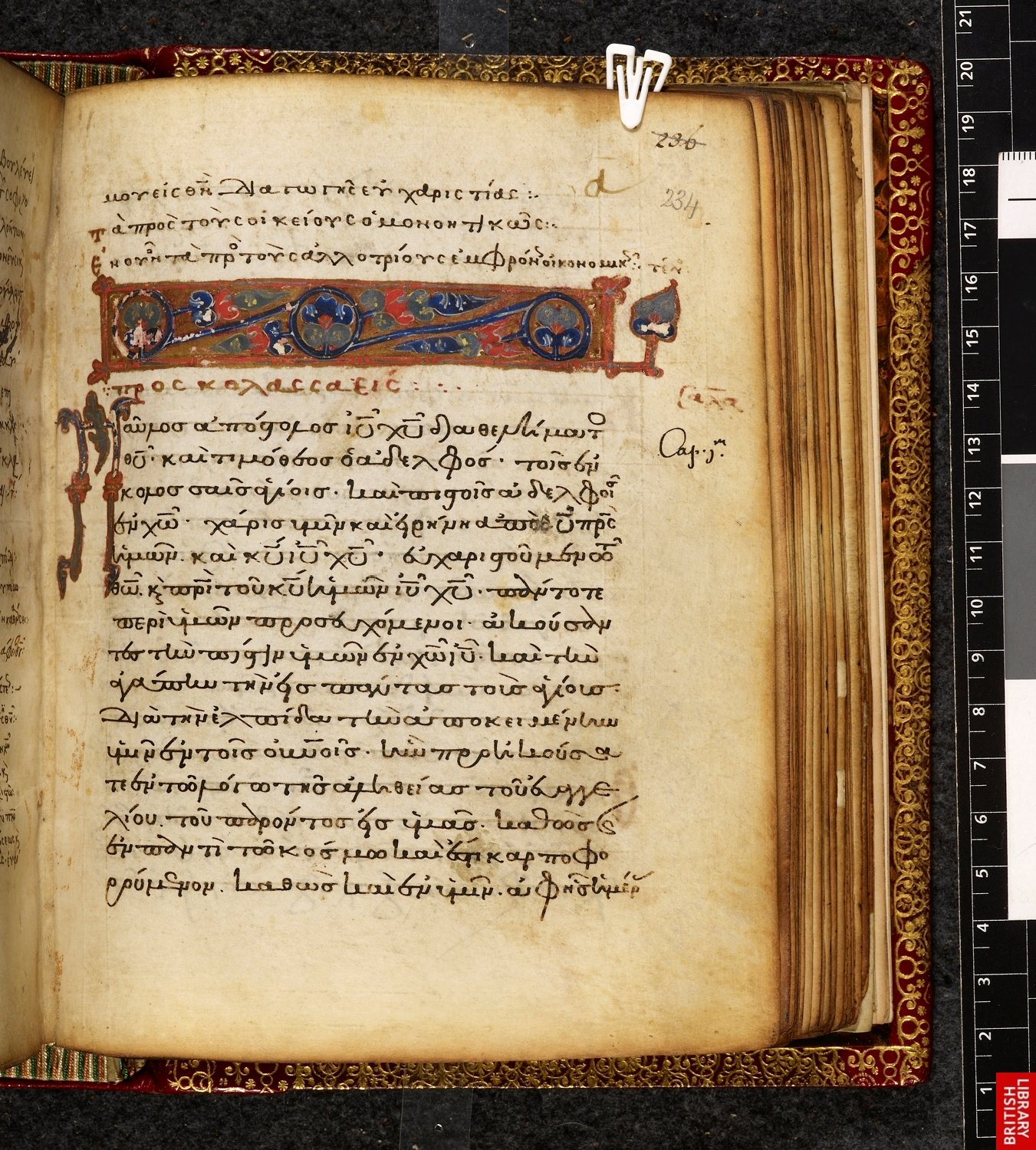
Minuskuł 321
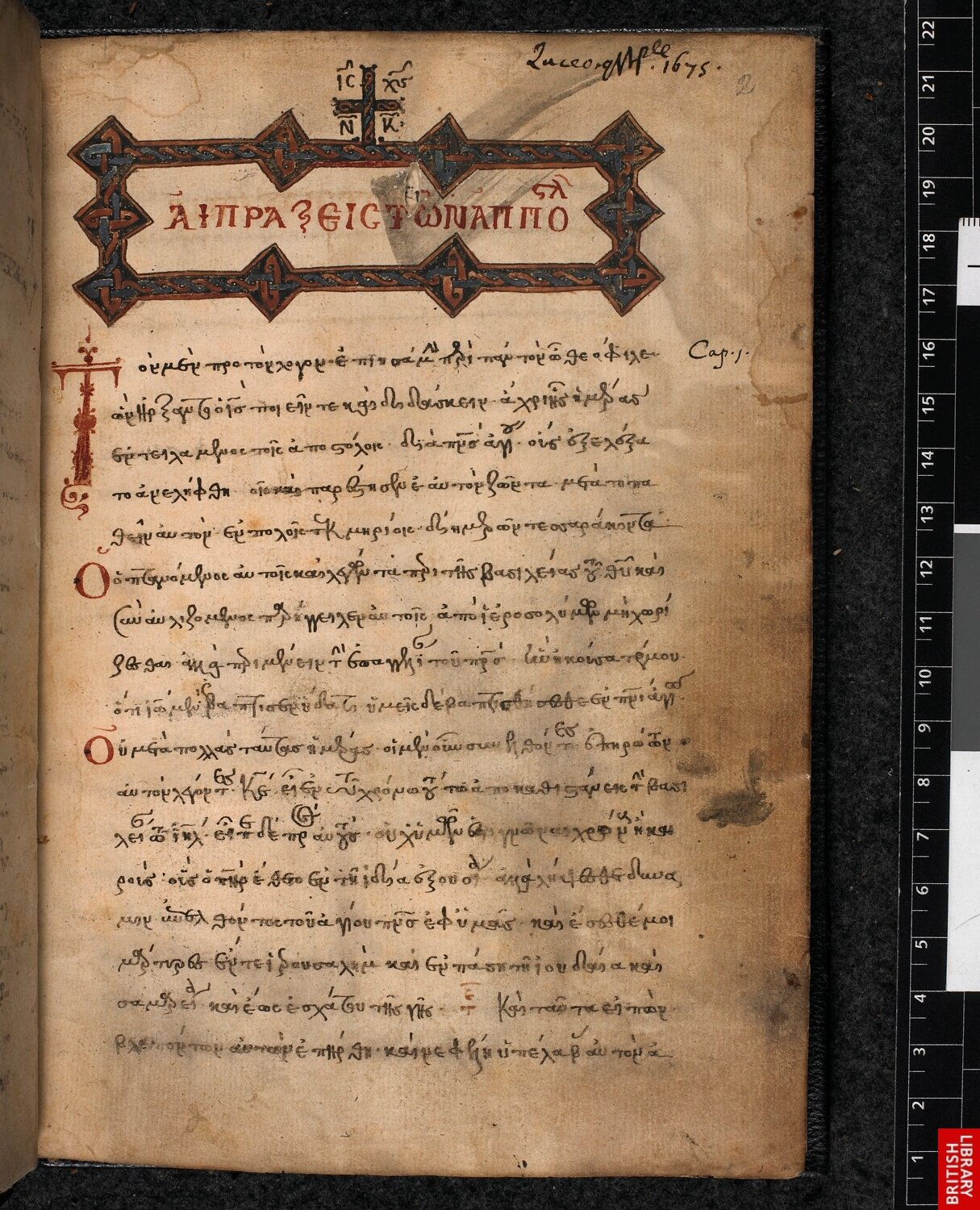
Minuskuł 322
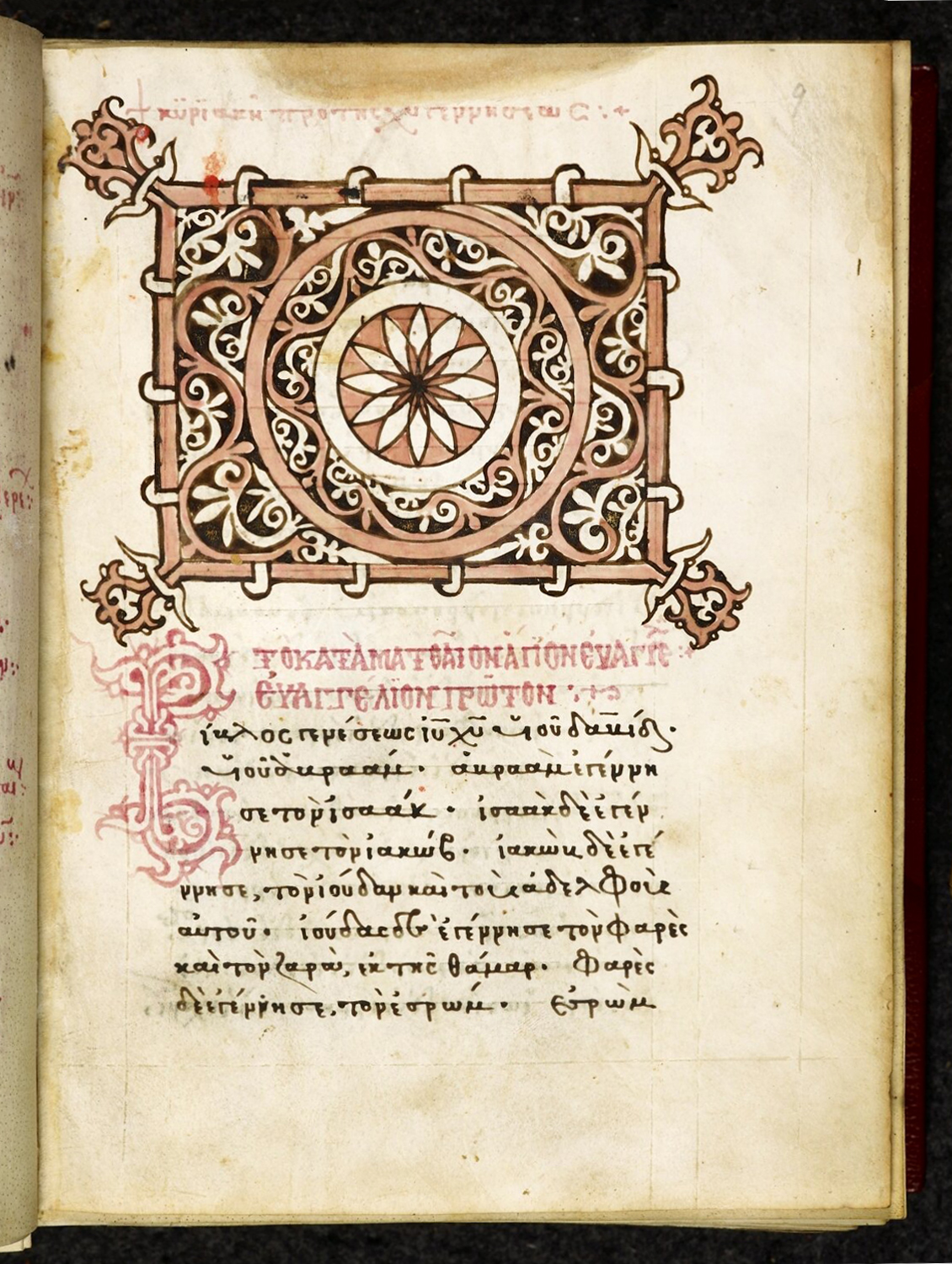
Minuskuł 447
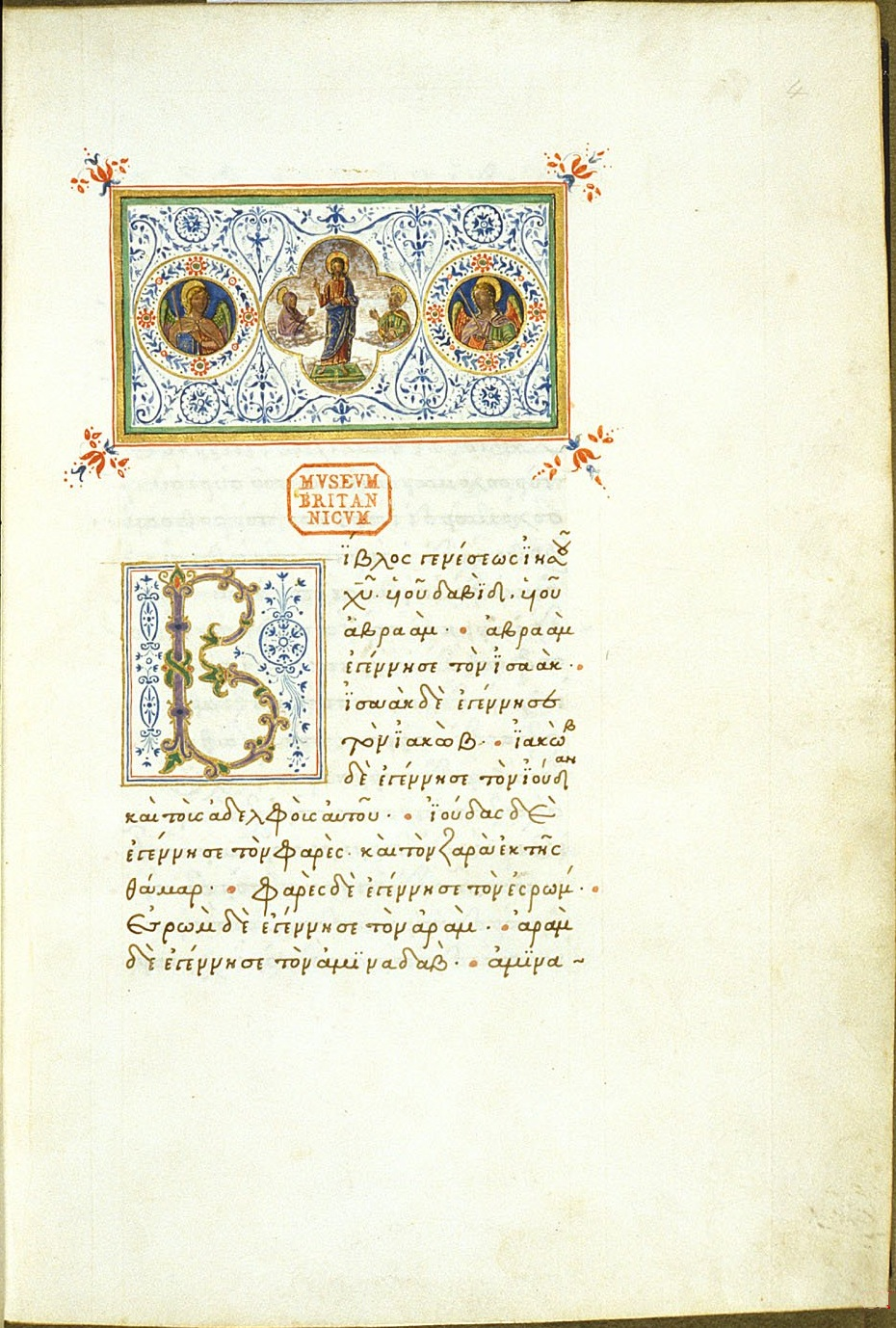
Minuskuł 448
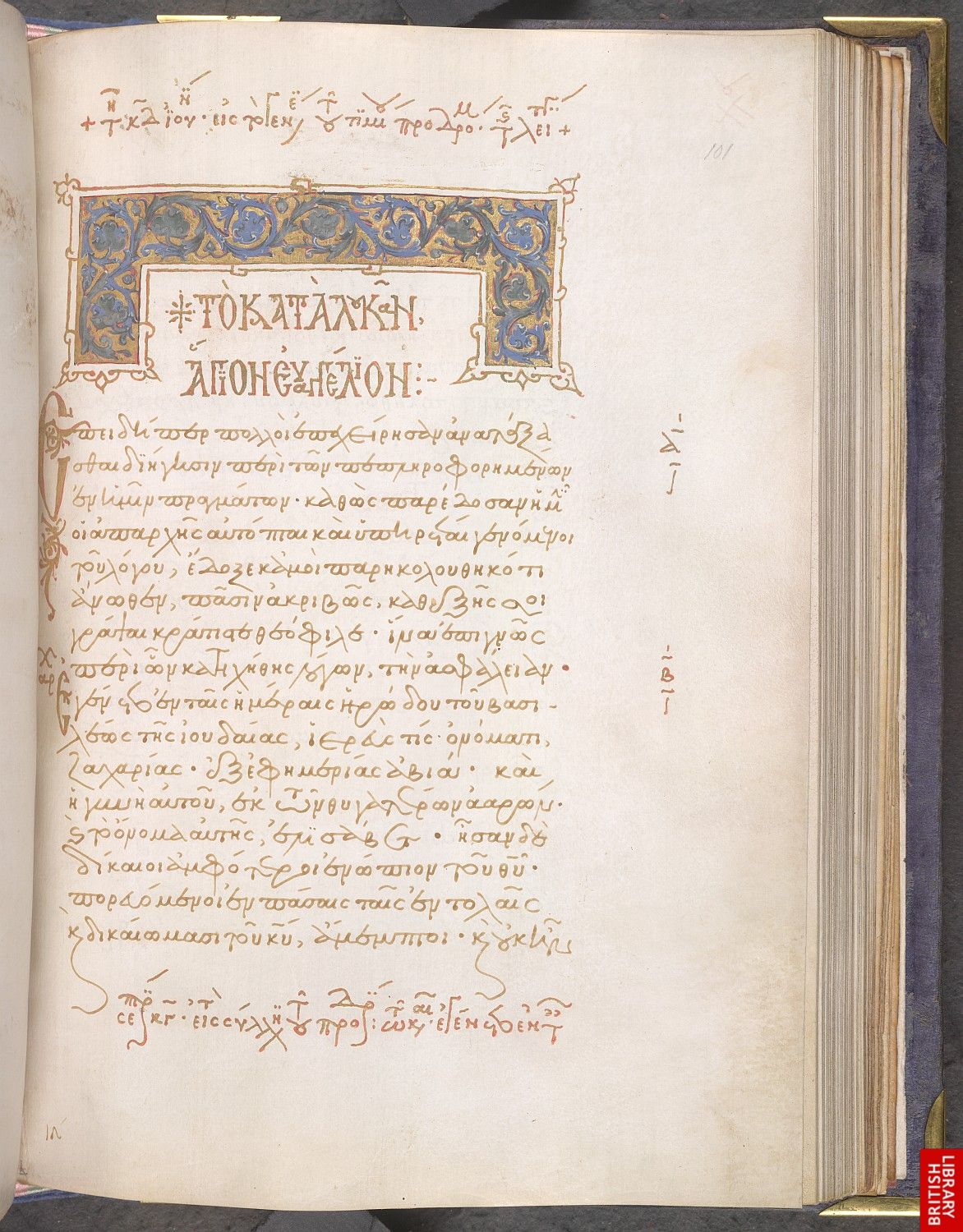
Minuskuł 480
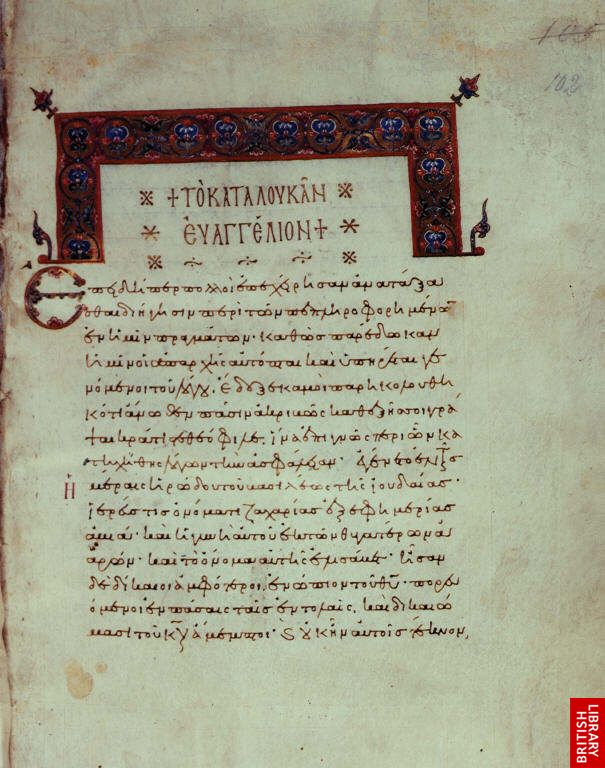
Minuskuł 481
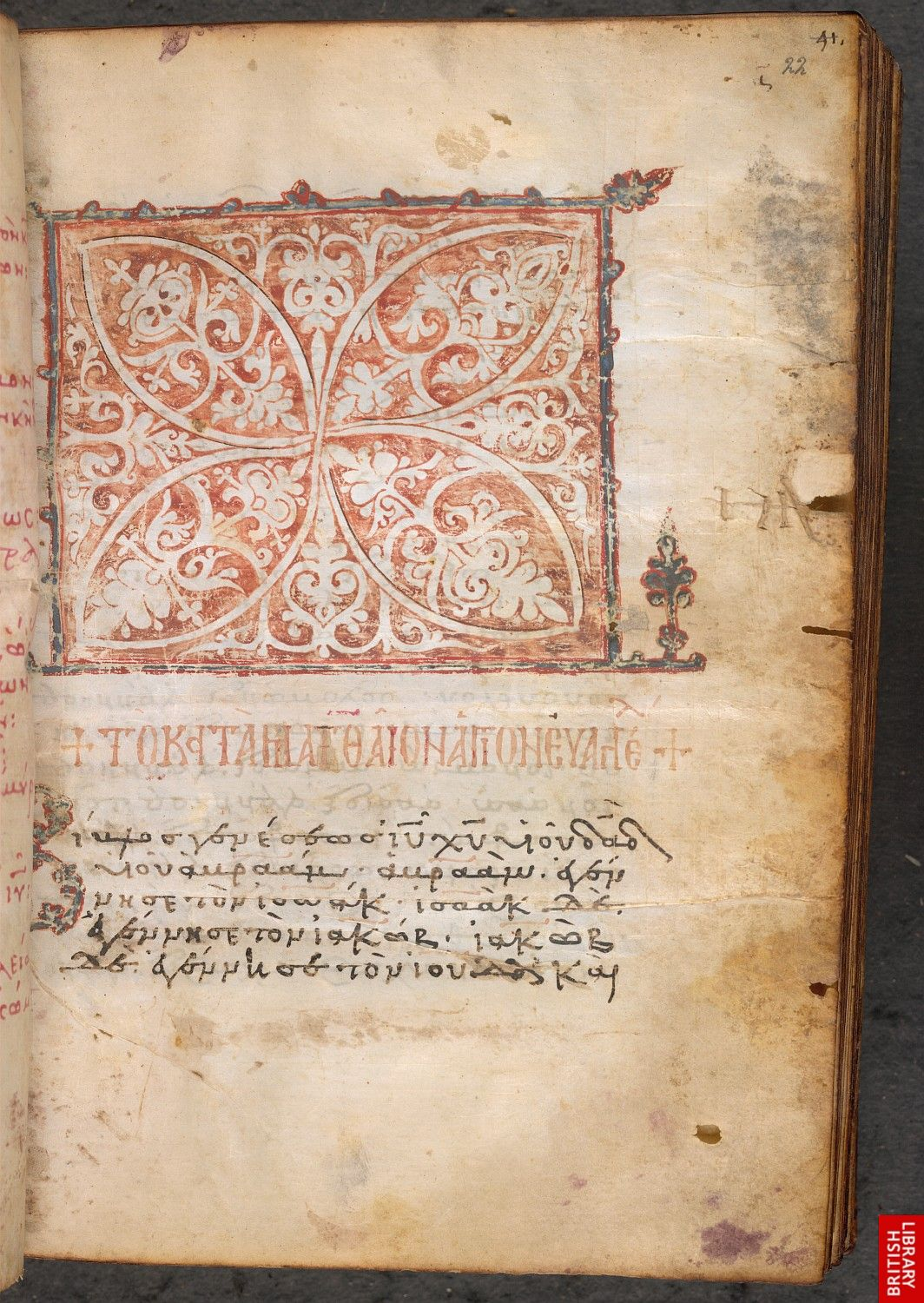
Minuskuł 485
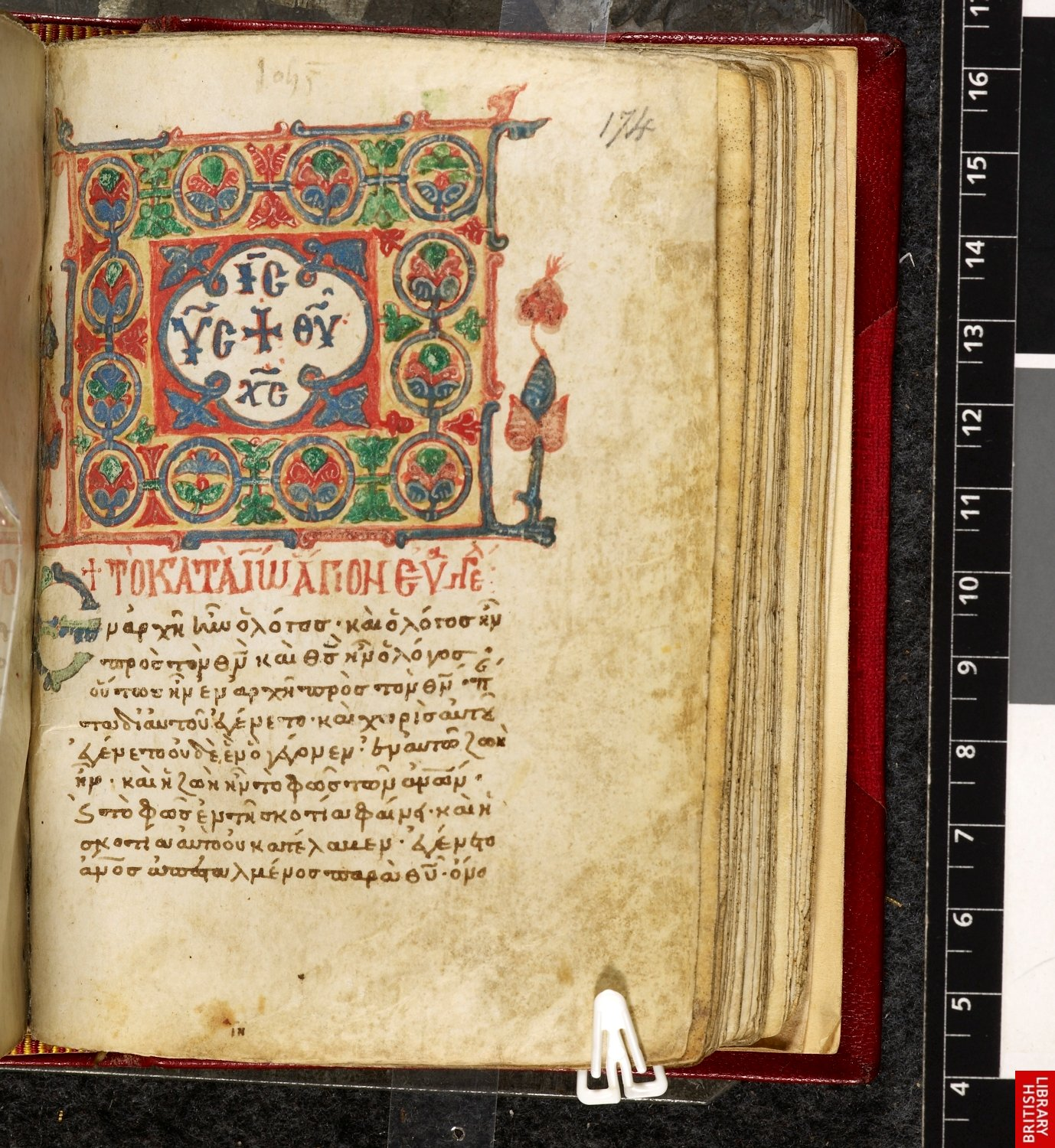
Minuskuł 505
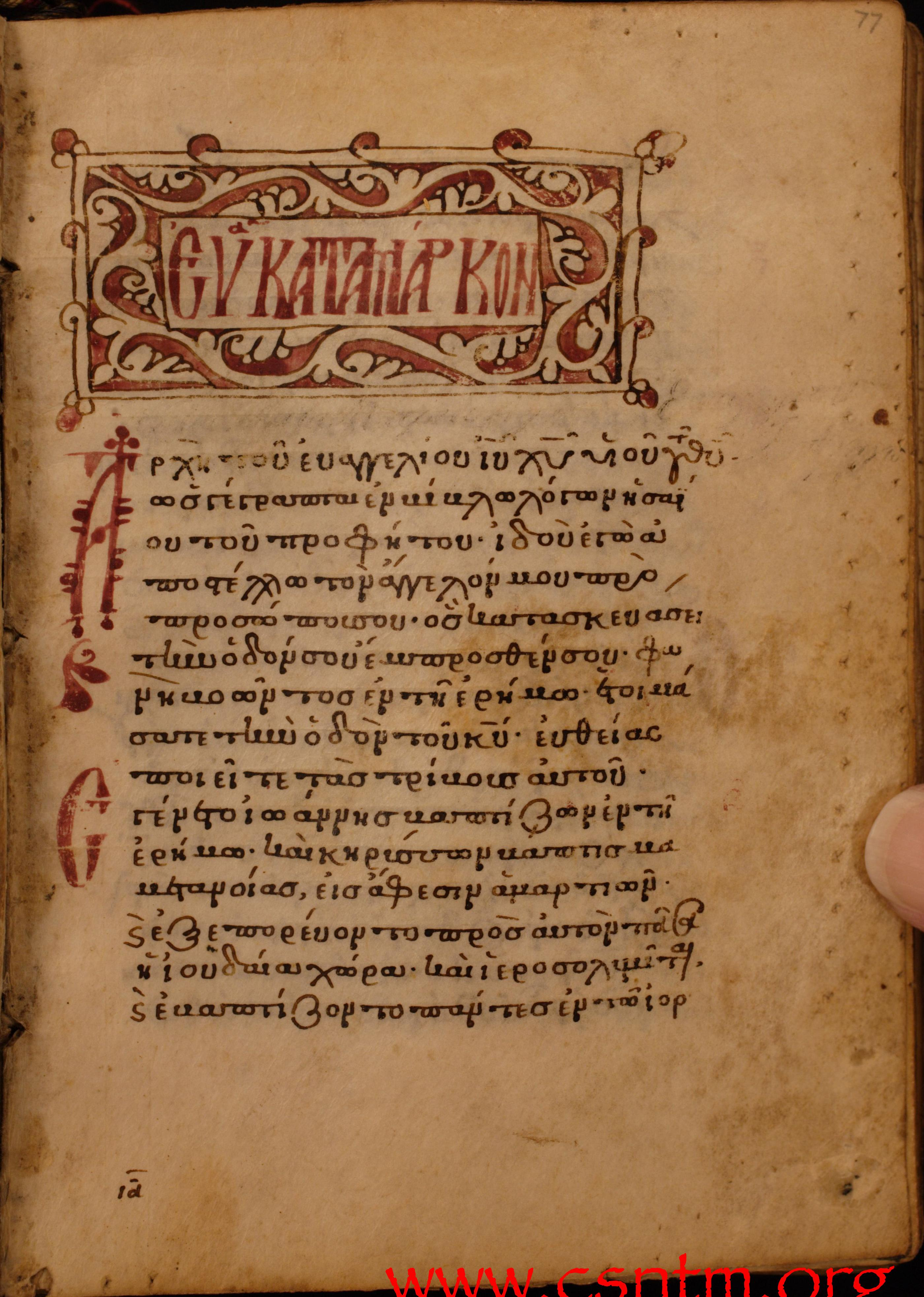
Minuskuł 544
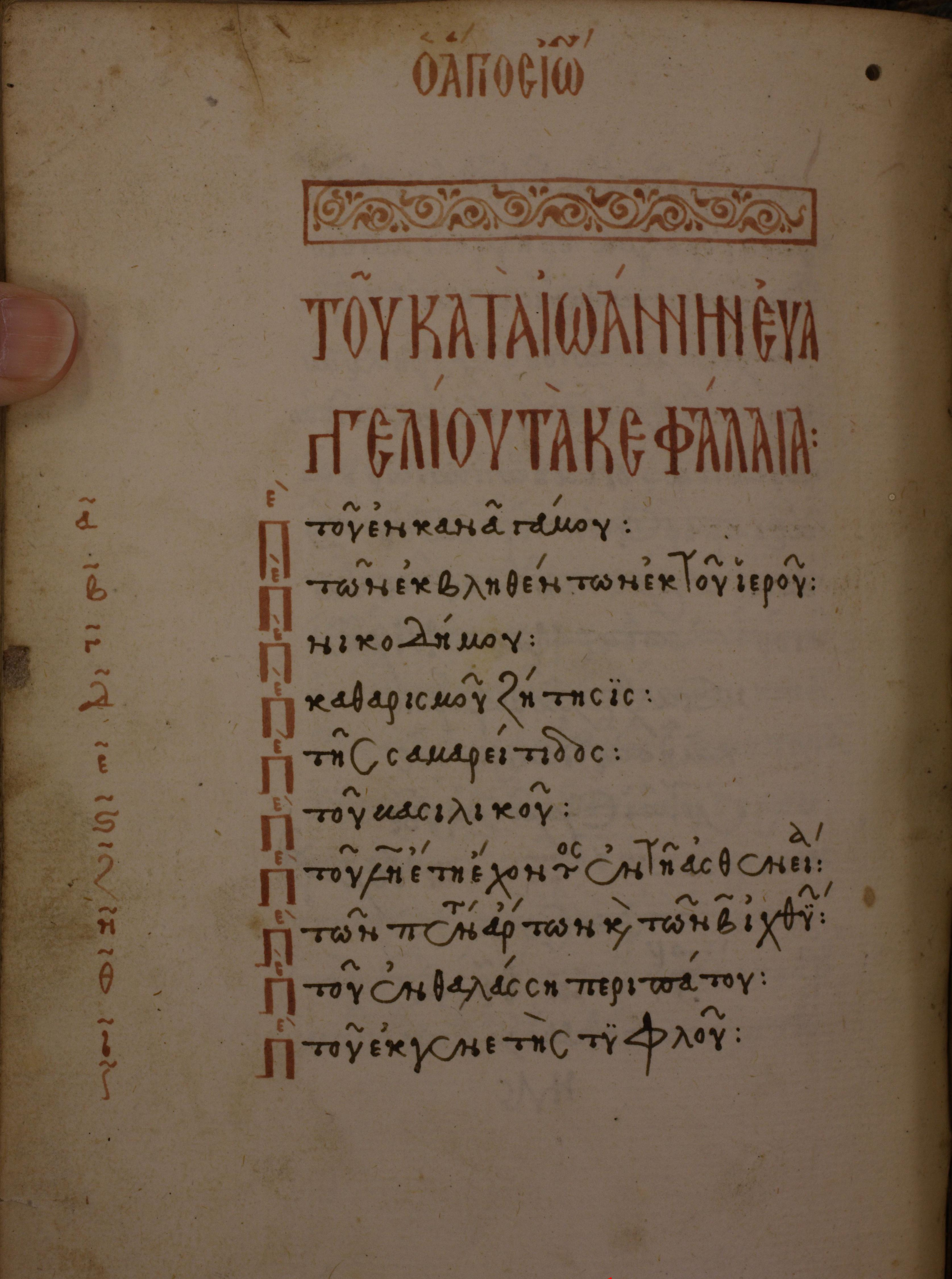
Minuskuł 545, lista κεφαλαια do Jana
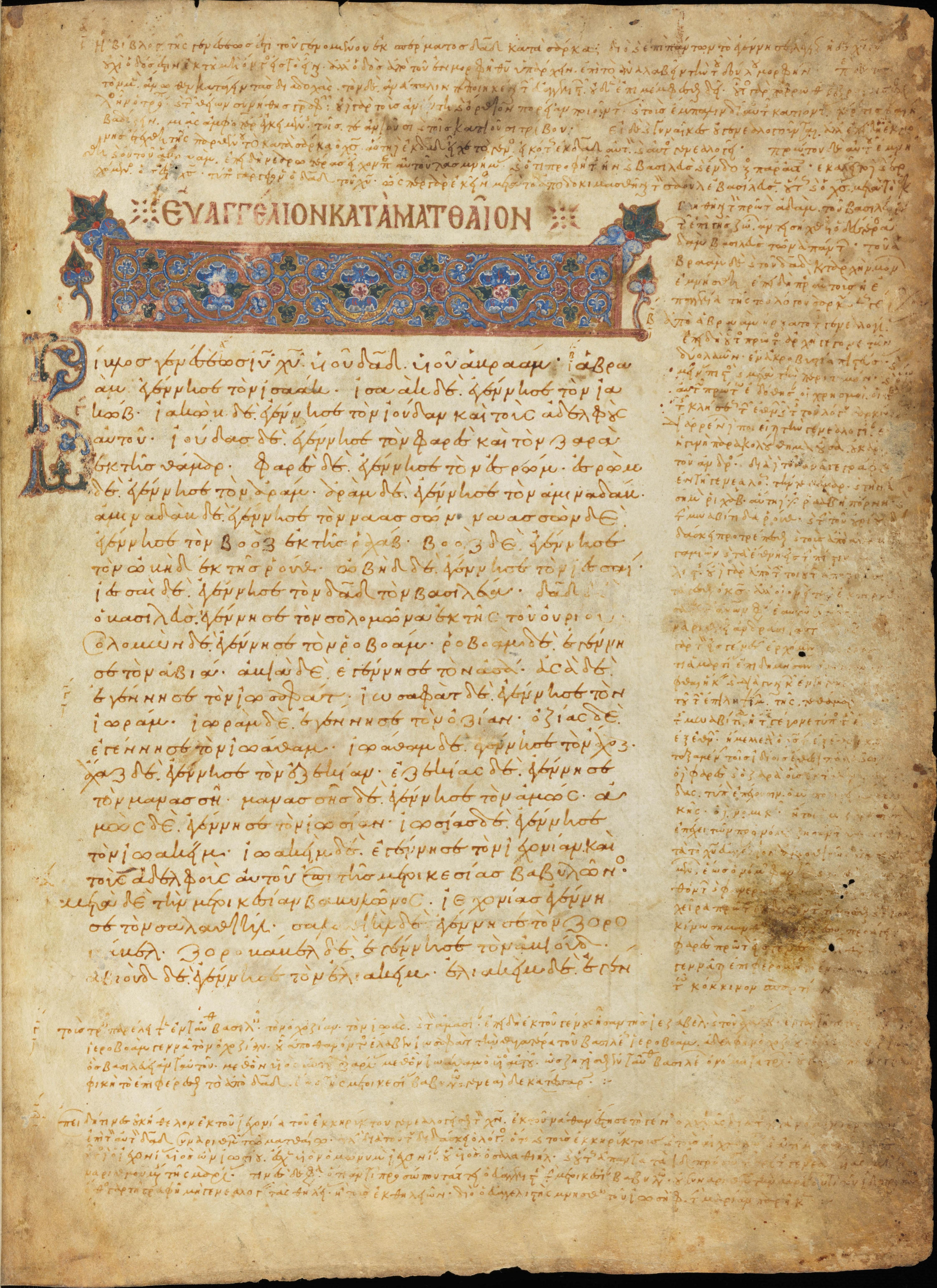
Minuskuł 556, tekst biblijny otoczony przez katenę
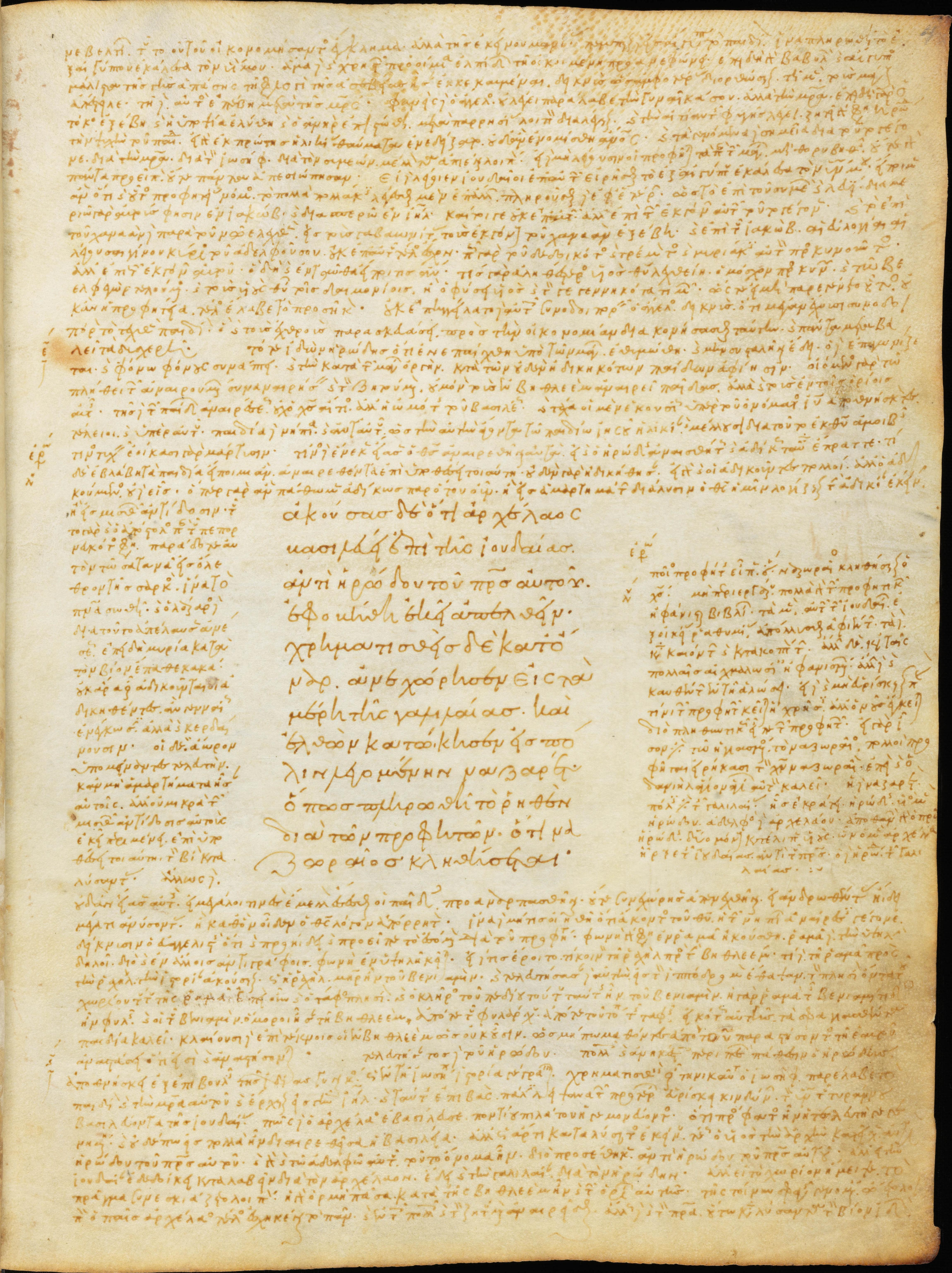
Minuskuł 556, tekst biblijny otoczony z czterech stron przez katenę
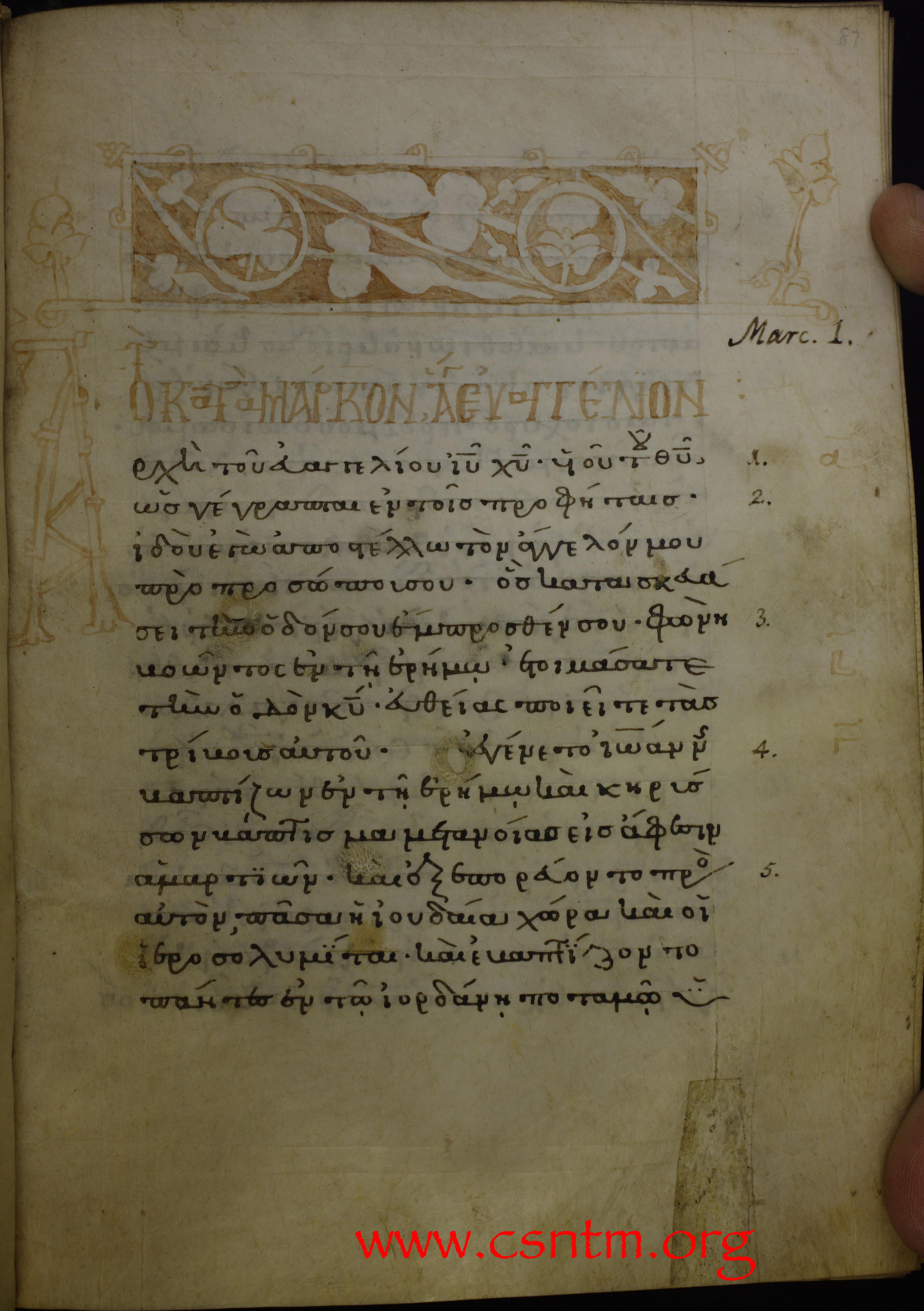
Minuskuł 561, pierwsza strona Ewangelii Marka
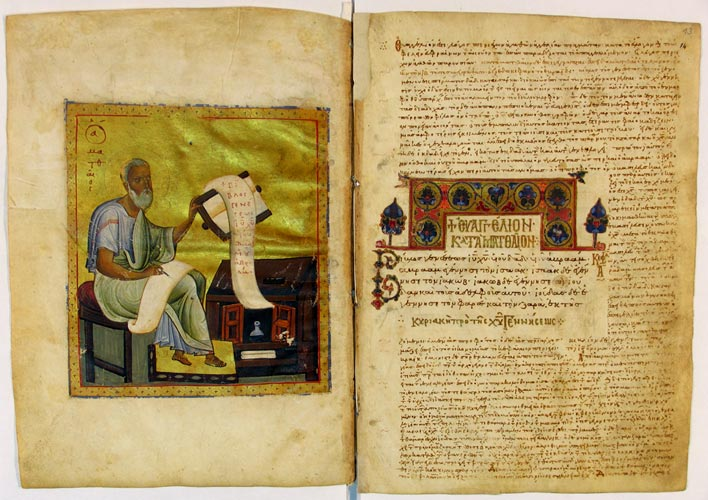
Minuskuł 569, należał do Biblioteki Załuskich